# خزعة الدماغ
خِزْعَة الدماغ هو إزالة قِطعة صَغيرة مِن أنسجة الدماغ لِتشخيص تشوهات الدماغ. يتم استخدامه لتشخيص مرض آلزهايمر، والأورام، والعدوى، والالتهاب، واضطرابات الدماغ الأخرى. مِن خِلال فَحص عَينة من الأنسجة تحت المجهر، عينة الخزعة تزود الأطباء بالمعلومات اللازمة لتوجيه التشخيص والعلاج.

## إجراء
عِندما يُشتَبه بِوجود تَشَوُّه في الدماغ، بالجراحة المجسمة(السبر في ثلاثة أبعاد)، يتم إجراء خزعة إبرة الدماغ وتَوجيهُها بِدقة مِن قبل نِظام الحاسوب لتجنب المضاعفات الخطيرة. ويَتِم حَفر ثُقب صَغير في الجمجمة، وإدخال إبرة في أنسجة الدماغ وتسترشد تقنيات التصوير بمساعدة الحاسوب (الأشعة المقطعية أوالتصوير بالرنين المغناطيسي). تاريخياً، كان رأس المريض يُعقد في إطار جامد لِتوجيه السبر في الدماغ، ومع ذلك، منذ أوائل التسعينات، كان من الممكن القيام بهذه الخزعات دون الإطار. لكن منذ أن تم إرفاق الإطار إلى الجمجمة مع المسامير، أصبح المريض أقل عداوة وأكثر تحملاً بهذا التقدم. ثم يقوم الطبيب (أخصائي الأمراض) بإعداد العينة لتحليلها ودراستها تحت المجهر.

## التجهيز
يتم إجراء تصوير مقطعي محوسب أو تصوير بالرنين المغناطيسي للدماغ للعثور على الموقع الذي سيتم فيه إجراء الخُزعة. لكن قبل ذلك يتم وضع المريض تحت التخدير العام.

## الرعاية بعد العلاج
يَتِم مُراقبة المَريض في غرفة الإنعاش لعدة ساعات بعد إجراء الخزعة. ثم يتم إجراء التقييمات العصبية اللازمة بمجرد أن يستيقظ المريض تماماً، وفي حالة غادر الغرفة بدون عَجز، يمكن تصريف معظم المرضى في اليوم التالي لإجراء عملية جراحية.

## مخاطر
يشمل المخاطر المُرتبطة بالتَّخدير والجراحة. قد تحدث إصابات في الدماغ بسبب إزالة أنسجة منه. كذلك الندبة الناتجة المتبقية على الدماغ لديها القدرة على تحريك نوبات.

## تَفسير
يُمكن تشخيص مُختلف تَشوهات الدماغ من خلال التحليل المجهري لعينة الأنسجة. أخصائي الأمراض (طبيب مُدَرَّب عَلى كيفية تأثير المَرض على أنسجة الجسم) يَبحث عن نمو غير طبيعي في الدماغ، والتَّغيرات في أغشية الخلايا، و/أو مجموعات غير طبيعية من الخلايا. في مرض ألزهايمر، قشرة الدماغ تحتوي على مجموعات غير طبيعية من اللويحات. وإذا اشتبه في العدوى، يمكن استزراعها في الكائن الحي من الأنسجة وتحديدها. ومن الممكن أيضاً تصنيف الأورام بعد إجراء الخزعة.